# Yotaro Sato
Yotaro Sato (10 agosto 2004) è un nuotatore artistico giapponese.

## Biografia
È fratello minore della nuotatrice artistica Tomoka Sato.
Ai mondiali di Budapest 2022 ha vinto la medaglia d'argento nel duo misto programma libero e tecnico, con la sorella Tomoka Sato; in entrambe le competizioni la coppia si è classificata alle spalle del duo italiano, composto da Giorgio Minisini e Lucrezia Ruggiero.

## Palmarès
- Mondiali

Budapest 2022: argento nel duo misto (programma tecnico); argento nel duo misto (programma libero);
Fukuoka 2023: oro nel duo misto (programma tecnico); bronzo nel libero combinato;

### Coppa del Mondo
- 2 podi:
  - 1 vittoria (1 nel duo)
  - 1 secondo posto (1 nel duo)

#### Coppa del mondo - vittorie
| Data          | Luogo       | Paese   | Disciplina |
| ------------- | ----------- | ------- | ---------- |
| 7 maggio 2023 | Montpellier | Francia | Duo libero |